# Heinz-Josef Durstewitz
Heinz-Josef Durstewitz (* 26. März 1945 in Birkenfelde, Thüringen) ist ein deutscher römisch-katholischer Priester und war ein Vertreter der katholischen Oppositionsbewegung in der DDR.

## Leben
Durstewitz wurde 1970 zum Priester geweiht und war danach Kaplan in Niederorschel, Eisenach und Apolda. Als Pfarrer der Katholischen Studentengemeinde in Jena (1975 bis 1982) wurde er vom MfS überwacht (Operative Personenkontrolle „Wanderer“). 1982 bis 1990 war er Sekretär der Pastoralkonferenz bei der Berliner Bischofskonferenz und Herausgeber des „Theologischen Bulletin“, in dem Artikel westdeutscher Autoren für den innerkirchlichen Dienstgebrauch publiziert wurden. Daneben betätigte er sich als Autor für Samisdat-Zeitungen der oppositionellen Szene und gehörte der Initiativgruppe „Absage an Praxis und Prinzip der Abgrenzung“ an, aus der später die Bürgerbewegung Demokratie Jetzt entstand. Er war 1989 der einzige katholische Amtsträger in der DDR, der einen Aufruf gegen die Wahlfälschungen bei den Wahlen im Mai mitunterzeichnete. Vorübergehend war er für den DA in Berlin aktiv.
1991 bis 1995 war Durstewitz Oberpfarrer im Bundesgrenzschutz, 1995 wurde er Propst in Heilbad Heiligenstadt, Bischöflicher Geistlicher Kommissarius und nichtresidierender Domkapitular des Bistums Erfurt.
Am 10. Januar 2006 überreichte der Ministerpräsident des Freistaates Thüringen, Dieter Althaus, Durstewitz das Bundesverdienstkreuz am Bande. Am 4. Dezember 2011 trat Propst Durstewitz in den Ruhestand.